# Chlorostilbon olivaresi
Esmeralda-de-chiribiquete (Chlorostilbon olivaresi) é uma espécie de ave da família Trochilidae (beija-flores).
Apenas pode ser encontrada na Colômbia.